# Стопниця (гміна)
Гміна Стопниця (пол. Gmina Stopnica) — місько-сільська гміна у східній Польщі. Належить до Буського повіту Свентокшиського воєводства.
Станом на 31 грудня 2011 у гміні проживало 7887 осіб.

## Територія
Згідно з даними за 2007 рік площа гміни становила 125.43 км², у тому числі:
- орні землі: 83.00 %
- ліси: 9.00 %

Таким чином, площа гміни становить 12.97 % площі повіту.

## Населення
Станом на 31 грудня 2011:
| Опис     | Загалом | Загалом | Чоловіки | Чоловіки | Жінки | Жінки |
| -------- | ------- | ------- | -------- | -------- | ----- | ----- |
| одиниця  | осіб    | %       | осіб     | %        | осіб  | %     |
| все      | 7887    | 100     | 3904     | 49.50    | 3983  | 50.50 |
| міське   | 0       | 100     | 0        |          | 0     |       |
| сільське | 7887    | 100     | 3904     | 49.50    | 3983  | 50.50 |

## Сусідні гміни
Гміна Стопниця межує з такими гмінами: Бусько-Здруй, Ґнойно, Олесниця, Пацанув, Солець-Здруй, Тучемпи.